# Cepu (Penanggalan)
Cepu is een bestuurslaag in het regentschap Subulussalam van de provincie Atjeh, Indonesië. Cepu telt 815 inwoners (volkstelling 2010).